# Climacteris erythrops
Trepadeira-de-sobrancelha-ruiva ou corre-troncos-de-sobrancelha-vermelha (Climacteris erythrops) é uma espécie de ave da família Climacteridae.
É endémica da Austrália.
Os seus habitats naturais são: florestas subtropicais ou tropicais húmidas de baixa altitude e regiões subtropicais ou tropicais húmidas de alta altitude.